# Буданчевица
Буданчевица је насељено место у саставу општине Клоштар Подравски у Копривничко-крижевачкој жупанији, Република Хрватска.

## Историја
Министар просвете Краљевине СХС је 1928. године донео решење да се у месту оснива Државна основна школа са једним одељењем. За ту потребу је привремено узета једна зграда у насељу. Установљено је место за једног учитеља. Наложено је општини Клоштар да изгради ту школску зграду у Буданчевици, најкасније до школске 1931/1932. године.
До територијалне реорганизације у Хрватској налазила се у саставу старе општине Ђурђевац.

## Становништво
На попису становништва 2011. године, Буданчевица је имала 527 становника.

## Попис1991.
На попису становништва 1991. године, насељено место Буданчевица је имало 583 становника, следећег националног састава:
| Попис 1991.‍  | Попис 1991.‍  | Попис 1991.‍ | Попис 1991.‍ | Попис 1991.‍ |
| ------------ | ------------ | ----------- | ----------- | ----------- |
|              |              |             |             |             |
| Хрвати       | Хрвати       |             | 562         | 96,39%      |
| Срби         | Срби         |             | 4           | 0,68%       |
| неопредељени | неопредељени |             | 5           | 0,85%       |
| непознато    | непознато    |             | 12          | 2,05%       |
| укупно: 583  |              |             |             |             |